# Buddleja officinalis
Buddleja officinalis es una especie de arbusto caducifolio que florece durante el inicio de la primavera y es nativa a oeste de Hubei, Sichuan y Yunnan de China. Fue descubierta en 1875 por Pavel Piasetski, un cirujano del ejército ruso, B. officinalis fue nombrada y descrita por Maximowicz en 1880. Introducida al cultivo occidental en 1908, a B. officinalis le fue otorgada la medalla Award of Merit de la Royal Horticultural Society tres años más tarde y el Award of Garden Merit (record 689) en 2002.

## Descripción
B. officinalis se asemeja en gran medida el vulgar Buddleja davidii en forma y tamaño, alcanzando un tamaño de <2,5 m de altura. Las inflorescencias tienen aroma de miel y se presentan en panículas , más cortas (<8 cm) que las de B.davidii, y más cónicas. Las hojas son lanceoladas , <15 cm de largo, suavemente pubescentes, la superficie superior de color verde, y de color gris la inferior. Tiene un número de cromosomas de 2 n = 38.

## Cultivo
B. officinalis no es resistente a las heladas, e incapaz de sobrevivir a temperaturas inferiores a - 10 °C., crece mejor en una pared orientada al sur. El arbusto se debe cortar de nuevo con fuerza cada año inmediatamente después de la floración en primavera. La propagación por estacas de madera blanda se logra fácilmente, utilizando vermiculita como un medio de enraizamiento.
En el Reino Unido el arbusto se cultiva a menudo como una fuente de néctar para las mariposas Vanessa como emergencia para la hibernación.

## Taxonomía
Buddleja officinalis fue descrita por Carl Johann Maximowicz y publicado en Bulletin de l'Academie Imperiale des Sciences de St-Petersbourg 26(3): 496–497. 1880.
Etimología
Buddleja: nombre genérico otorgado en honor de Adam Buddle, botánico y rector en Essex, Inglaterra.
officinalis: epíteto latino que significa "planta medicinal de venta en herbarios".
Sinonimia
- Buddleja acutifolia C.H.Whight
- Buddleja delavayi L.F.Gagnep.
- Buddleja delavayi var. tomentosa H.F. Comber
- Buddleja glabrescens W.W.Sm.
- Buddleja heliophila var. adenophora Hand.-Mazz.
- Buddleja lavandulacea Kraenzl.
- Buddleja mairei H.Lév.
- Buddleja officinalis var. macrantha Lingelsh.
- Buddleja truncata L.F.Gagnep.[8]